# 帕古乡
帕古乡（藏語：བྲག་སྐོར་），是中华人民共和国西藏自治区拉萨市尼木县下辖的一个乡镇级行政单位。

## 行政区划
帕古乡下辖以下地区：
帕古村和彭岗村。